# Anja Richter
Anja Richter (* 5. Oktober 1977 in Wien; vorübergehend auch Anja Richter-Libiseller) ist eine ehemalige österreichische Wasserspringerin und vierfache Olympiateilnehmerin (1996, 2000, 2004, 2008).

## Leben
Anja Richter begann als Vierjährige mit dem Wasserspringen und gewann 1991 bei der Jugend-Europameisterschaft eine Goldmedaille.
Sie nahm von 1996 bis 2008 an vier Olympischen Spielen teil. Gemeinsam mit ihrer Partnerin Marion Reiff erreichte sie im Synchronspringwettbewerb bei den Olympischen Spielen 2000 den vierten Rang. Bei den Olympischen Sommerspielen 2004 nahm sie wieder mit Marion Reiff im Synchronspringwettbewerb teil und belegte im Springen vom 10-m-Turm den 15. Rang.
Bei der Europameisterschaft 1997 in Sevilla gewann sie die Bronzemedaille, und bei der Weltmeisterschaft 2001 belegte sie im Juli in Japan im Synchronspringen Rang vier. 2006 gewann Richter bei der Europameisterschaft in Budapest im Einzel die Silbermedaille und wurde Dritte im Gesamtweltcup.

Im Dezember 2008 gab sie das Ende ihrer sportlichen Karriere bekannt.
Anja Richter war ab 1998 Zeitsoldatin des Bundesheers und absolvierte 2005 die Fachhochschule für Kommunikationswirtschaft. Von 2006 bis Dezember 2008 war sie Pressesprecherin des österreichischen Schwimmverbandes und ab 2007 auch Pressesprecherin des Wiener Organisationskomitees für die Fußball-Europameisterschaft 2008.

### Politische Tätigkeit ab 2009
Von 1. Jänner 2009 bis Dezember 2015 war sie Referentin im Sportbüro des Bundesministeriums für Landesverteidigung und Sport. Am 16. Dezember 2015 wurde sie Pressesprecherin des damaligen österreichischen Bundeskanzlers Werner Faymann und behielt diese Position bis zum Rücktritt Faymanns am 9. Mai 2016 bei.

### Privates
Anja Richter ist eine Enkelin der Leichtathletin Lisl Richter-Perkaus (1905–1987).

Mit dem Politiker Christian Deutsch (* 1962) hat sie zwei Kinder.

## Erfolge
- 35-fache österreichische Staatsmeisterin
- Grand-Prix-Sieg Rostock 2004
- Europacup-Zweite 2004
- Olympia-Siebente 2000
- EM-Bronze 1997
- EM-Silber 2006 vom 10-Meter-Turm